# مايك كايل
مايك كايل (بالإنجليزية: Mike Kyle) هو فنان قتال مختلط أمريكي، ولد في 31 مارس 1980 في بويسي في الولايات المتحدة.

## وصلات خارجية
- مايك كايل على موقع بوكس ريك (الإنجليزية) (registration required)
- مايك كايل على موقع يو إف سي (الإنجليزية)
- مايك كايل على موقع شيردوغ (الإنجليزية)
- مايك كايل على موقع Tapology.com (الإنجليزية)
- مايك كايل على موقع IMDb (الإنجليزية)
- مايك كايل على موقع قاعدة بيانات الفيلم (الإنجليزية)